# Nová Jezná
Nová Jezná je malá vesnice, část obce Úlice v okrese Plzeň-sever v Plzeňském kraji. Nachází se asi tři kilometry severovýchodně od Úlice. Je zde evidováno 26 adres. V roce 2011 zde trvale žilo 38 obyvatel.
Nová Jezná leží v katastrálním území Úlice o výměře 8,81 km2.

## Obyvatelstvo
| Rok            | 1869 | 1880 | 1890 | 1900 | 1910 | 1921 | 1930 | 1950 | 1961 | 1970 | 1980 | 1991 | 2001 | 2011 | 2021 |
| -------------- | ---- | ---- | ---- | ---- | ---- | ---- | ---- | ---- | ---- | ---- | ---- | ---- | ---- | ---- | ---- |
| Počet obyvatel | 0    | 0    | 0    | 0    | 0    | 0    | 0    | 0    | 0    | 35   | 27   | 13   | 17   | 38   | 69   |
| Počet domů     | 0    | 0    | 0    | 0    | 0    | 0    | 0    | 0    | 0    | 11   | 10   | 9    | 10   | 16   | 21   |

## Obecní správa
Nová Jezná vznikla k 1. lednu 1982 jako část obce Úlice v okrese Plzeň-sever.